# Celtic Woman (album)
Celtic Woman – debiutancki album zespołu Celtic Woman. Wydany 1 marca 2005 roku. Album ten utrzymał pierwsze miejsce na listach przebojów World Music przez 68 tygodni. Zdumiewający sukces doprowadził dyrektora muzycznego zespołu Davida Downes'a do przyjęcia "Celtic Woman" jako stałą nazwę grupy. Od tego czasu Celtic Woman podróżowały po Stanach Zjednoczonych i Japonii.
Album zawiera występy wokalistek Chloë Agnew, Lisy Kelly, Méav Ní Mhaolchatha, Órla Fallon i skrzypaczki Máiréad Nesbitt. Album zyskał status złotej płyty w sierpniu 2005 roku (za sprzedaż 500 tysięcy egzemplarzy) oraz platynowej w grudniu 2006 r. (za sprzedaż miliona egzemplarzy), przez RIAA. Utwory zostały wydane na CD i DVD.

## Lista utworów
| Nr  | Tytuł                                                         | Wykonawca                                                                  | Czas  |
| --- | ------------------------------------------------------------- | -------------------------------------------------------------------------- | ----- |
| 1.  | "Last Rose of Summer (Intro) / Walking in the Air"            | Chloë Agnew                                                                | 04:22 |
| 2.  | "May It Be"                                                   | Lisa Kelly                                                                 | 03:47 |
| 3.  | "Isle of Inisfree"                                            | Órla Fallon (na harfie Órla Fallon)                                        | 03:28 |
| 4.  | "Danny Boy"                                                   | Méav Ní Mhaolchatha                                                        | 03:26 |
| 5.  | "One World"                                                   | Chloë Agnew, Órla Fallon, Lisa Kelly, Méav Ní Mhaolchatha                  | 03:50 |
| 6.  | "Ave Maria"                                                   | Chloë Agnew (na harfie Órla Fallon)                                        | 02:56 |
| 7.  | "Send Me a Song"                                              | Lisa Kelly                                                                 | 04:23 |
| 8.  | "Siúil A Rún (Walk My Love)"                                  | Órla Fallon                                                                | 03:17 |
| 9.  | "Orinoco Flow"                                                | Órla Fallon, Lisa Kelly, Méav Ní Mhaolchatha                               | 03:32 |
| 10. | "Someday"                                                     | Chloë Agnew                                                                | 04:22 |
| 11. | "She Moved Thru' the Fair"                                    | Méav Ní Mhaolchatha                                                        | 03:31 |
| 12. | "Nella Fantasia"                                              | Chloë Agnew                                                                | 03:42 |
| 13. | "The Butterfly"                                               | Máiréad Nesbitt                                                            | 03:02 |
| 14. | "Harry's Game"                                                | Órla Fallon                                                                | 02:32 |
| 15. | "The Soft Goodbye"                                            | Chloë Agnew, Lisa Kelly, Méav Ní Mhaolchatha                               | 03:59 |
| 16. | "You Raise Me Up"                                             | Chloë Agnew, Órla Fallon, Lisa Kelly, Máiréad Nesbitt, Méav Ní Mhaolchatha | 04:34 |
| 17. | "The Ashoken Farewell / The Contradiction" (Bonus Live Track) | Máiréad Nesbitt                                                            | 04:10 |
| 18. | "Sí Do Mhaimeo í" (Bonus Live Track)                          | Máiréad Nesbitt, Méav Ní Mhaolchatha                                       | 02:13 |